# اسکنر سومبر
اسکنر سومبر یک بازی ماجراجویی ویدئویی ساخته شده توسط اینتروورژن سافت‌ویر است.

## روند بازی و داستان کلی
اسکنر سومبر یک بازی ویدئویی ماجراجویی است که از زاویه اول شخص روایت می‌شود. بازیکن در چادری درون یک غار بیدار می‌شود، و پس از پیدا کردن یک نمایشگر سربند واقعیت مجازی و اسکنر لیدار، می‌تواند محیط اطراف خود را با استفاده از نقاط رنگارنگ ببیند. در طول پیشروی، شخصیت اصلی داستان متوجه می‌شود که هیچ‌کس تابه‌حال به این عمق معدن فرونرفته است. در طول داستان، شخصیت اصلی شواهدی از وجود یک صومعه قدیمی که فداکاری‌هایی انجام داده‌اند و شکارچی‌های جادوگر و بقایای فعالیت‌های معدن‌کاوی، که اکثر آن‌ها به یک تراژدی ختم شده‌اند را به دست می‌آورد. در زمان رخ دادن چنین صحنه‌هایی، دید شخصیت اصلی دچار خرابی‌هایی می‌شود که به‌خاطر مشکلات سخت‌افزار اوست، اما این اتفاقات همچنین اشاره به شایعاتی در مورد وجود ارواح در غار دارند. در طول بازی، بازیکن ارتقاهایی برای دستگاه خود پیدا می‌کند، مانند اسکن متراکم و واضح‌تر، یا اضافه شدن نقشه.

## توسعه و عرضه
اسکنر سومبر یک بازی عرضه شده توسط اینتروورژن سافت‌ویر است. یک نسخه آزمایشی از این بازی در سال ۲۰۱۶ و در نمایشگاه EGX رونمایی شد. این نسخه آزمایشی در طول یک ماه در سال ۲۰۱۵ و توسط تعدادی از اعضای اینتروورژن سافت‌ویر، و همزمان با عرضه به‌روزرسانی‌های جدیدی برای بازی قبلی آن‌ها، معمار زندان ساخته شد. این بازی در ۲۶ آوریل ۲۰۱۷ برای ویندوز و مک‌اواس عرضه شد. توسعه این بازی ۹ ماه زمان برد.
نسخه واقعیت مجازی این بازی در ژوئن ۲۰۱۷ و برای آکیولوس ریفت و اچ‌تی‌سی وایو عرضه شد.

## بازخورد
اسکنر سومبر امتیاز متوسطی را از متاکریتیک دریافت کرد، و میانگین امتیازات آن در متاکریتیک ۶۷ شد.
این بازی پس از عرضه تنها ۶۰۰۰ نسخه فروخت، و به گفته کریس دیلی، از اعضای اینتروورژن سافت‌ویر، این آمار برای آنان به شدت ناامید کننده بود.